# (73670) Kurthopf
(73670) Kurthopf – planetoida z pasa głównego asteroid okrążająca Słońce w ciągu 3 lat i 331 dni w średniej odległości 2,48 j.a. Została odkryta 19 sierpnia 1982 roku w Obserwatorium Palomar przez Carolyn i Eugene'a Shoemakerów. Nazwa planetoidy pochodzi od Kurta Hopfa (ur. 1952), niemieckiego nauczyciela, publikującego artykuły astronomicze i materiały edukacyjne dla dzieci. Została zaproponowana przez G. i D. Heinleinów. Przed nadaniem nazwy planetoida nosiła oznaczenie tymczasowe (73670) 1982 QP.